# Revolution 909
Pour les articles homonymes, voir Révolution (homonymie).
Revolution 909 est un morceau instrumental du groupe de musique électronique français Daft Punk sorti en février 1998. C'est le 5e et dernier single extrait de leur premier album Homework, sorti en janvier 1997
Le titre de la chanson fait allusion à la boîte à rythmes TR-909 que le groupe utilise pour ses compositions et très probablement au titre des Beatles Revolution 9.

## Clip
Le clip vidéo de la chanson a été réalisé par Roman Coppola. Il apparait dans leur DVD DAFT: A Story About Dogs, Androids, Firemen and Tomatoes sorti en 1999.
Le clip met en scène une descente de police. Une jeune adolescente des fuyards (Catherine Kellner) imagine alors toute l'histoire de la tache de tomate qu'il y a sur l'uniforme d'un policier et qui va lui permettre de s'enfuir.

## Pistes
Maxi 45 tours
1. Revolution 909 (Original Mix) — 5:24
2. Revolution 909 (Roger & Junior's Revolutionary War Mix) — 8:55
3. Revolution 909 (Accapella) — 1:03

CD
1. Revolution 909 (Radio Edit) — 3:45
2. Revolution 909 (Roger Sanchez Remix) — 8:56
3. Revolution 909 (Revolution Accapella) — 1:03
4. Revolution 909 (Album Version) — 5:24

## Classement par pays
| Classement (2008)                      | Meilleure position |
| -------------------------------------- | ------------------ |
| Belgique (Flandre Ultratip 100)        | 8                  |
| Belgique (Flandre Ultratop 50 Singles) | 50                 |
| Canada (RPM Dance)                     | 5                  |
| États-Unis (Hot Dance Club Play)       | 12                 |
| France (SNEP)                          | 50                 |
| Royaume-Uni (UK Singles Chart)         | 47                 |